# László Bódi (muzyk)
László Bódi, ps. „Cipő” (ur. 3 maja 1965 w Użhorodzie, zm. 11 marca 2013 w Budapeszcie) – węgierski wokalista, kompozytor, autor tekstów, współzałożyciel grupy Republic.

## Życiorys

### Dzieciństwo i młodość
Bódi urodził się 3 maja 1965 roku w Użhorodzie w ZSRR (obecnie Ukraina). Do pierwszego roku życia wraz z rodzicami mieszkał w miejscowości Mali Hejiwci. W 1966 roku rodzina Bódich przeprowadziła się do Kisvárdy, gdzie następnie László Bódi uczęszczał do Weiner Leó Zeneiskola (Szkoły Muzycznej im. Leó Weinera). W dzieciństwie grał na pianinie oraz grał w lokalnej drużynie piłkarskiej, natomiast w wieku 14 lat zaczął pisać teksty piosenek.
Gdy uczęszczał do Bessenyei György Gimnázium, założył zespół o nazwie Cipőfűző (Sznurowadła), którą wywiódł z własnego pseudonimu – „Cipő” (Buty). Zespół ten grał piosenki ludowe w stylu popowym i dokonał nagrań w radio w Nyíregyházie. Zespół Cipőfűző istniał pięć lat, po czym Bódi został wcielony do służby wojskowej. W 1983 roku zdobył nagrody w konkursie wierszy i piosenek w Sárvárze, gdzie poznał także Jánosa Bródyego. W wieku 18 lat przeprowadził się do Budapesztu, gdzie pracował na kolei i na poczcie. Następnie wraz z Ferencem Szigetim założył duet o nazwie Krokodil, który istniał przez krótki czas.

### Okres Republic
23 lutego 1990 roku wraz z Csabą Borosem, Zoltánem Tóthem, Imre Balim, László Szilágyim założył zespół o nazwie Republic. Latem zespół stanowił support przed Beatrice, natomiast jeszcze w 1990 roku nagrał debiutancki album Indul a mandula!!!. W 1995 roku wraz z Renátą Rajcs nagrał album A Cipő és a Lány – Amsterdam. Ogółem wraz z Republic Bódi nagrał ponad 240 piosenek, współpracował także z takimi wykonawczyniami jak Zsuzsa Koncz czy Judit Halász.
23 stycznia 2010 roku, z okazji 30-lecia powstania zespołu Cipőfűző, udzielił wraz z tą grupą koncertu w Kisvárdzie. 15 marca, wraz z innymi członkami Republic – Csabą Borosem, László Attilą Nagyem, Tamásem Patai i Zoltánem Tóthem – został odznaczony Krzyżem Oficerskim Orderu Zasługi Republiki Węgierskiej.

### Choroba i śmierć
W 2009 roku Bódi był operowany z powodu choroby wieńcowej, przeszedł również zawał serca. W ostatnim okresie życia cierpiał również na ciężkie zapalenie płuc, złamał także rękę. 15 lutego 2013 roku przeszedł kolejny zawał serca, na skutek którego został przewieziony do szpitala na oddział intensywnej terapii. Tam znajdował się w stanie śpiączki, z której mimo wielokrotnych prób lekarze nie zdołali go wybudzić. 9 oraz 10 marca Bódi poruszył się oraz otworzył oczy, ale lekarze stwierdzili, że są to jedynie odruchy padaczkowe. Muzyk zmarł 11 marca o świcie w wieku 48 lat.

### Upamiętnienie
Bódi został pochowany 22 marca na cmentarzu w Kistarcsy, w pobliżu grobu ojca. W pogrzebie, na którym przemawiał basista Republic, Csaba Boros, uczestniczyło 1500 osób, w tym muzycy i politycy: István Antall, Gyula Thürmer, Gábor Bochkor, Andrea Várkonyi, Feró Nagy, Győző Gáspár, Judit Halász, Zsuzsa Koncz, Fecó Balázs, Gábor Leskovics, Károly Horváth, Ferenc Szigeti, Lajos D. Nagy, László Benkő i Csaba Horváth. Po pogrzebie odegrano hymn ZSRR ze względu na to, iż Bódi był obywatelem ZSRR oraz miał komunistyczne poglądy.
Były gitarzysta Republic, Zoltán Tóth, napisał piosenkę ku pamięci Bódiego pt. „Akkor kéne lóra szállni”.
Pośmiertnie Bódi otrzymał nagrody Artisjus oraz Fonogram. Został również pośmiertnie honorowym obywatelem miasta Kisvárda.
Podczas Festiwalu Sziget 5 sierpnia 2013 roku odbył się koncert poświęcony Bódiemu zatytułowany „Őrizz engem ezen a világon”. Podczas tego koncertu takie zespoły i wykonawcy jak Omega, Ildikó Keresztes, ByeAlex, Péter Gerendás, Fegya Jávori, Zsuzsa Koncz, Barna Pély i United, Első Emelet, Compact Disco, Bikini i Péter Sipos, Republic i Tamás Sípos, Edit Balázsovits, Péter Sziámi Müller, Nemadomfel, Hooligans, Pál Utcai Fiúk, Miklós Fenyő, Feró Nagy, Charlie, János Bródy i Magna Cum Laude śpiewali piosenki Republic.

## Życie prywatne
Jego ojciec, László, urodził się w 1933 roku w Nyírtass. Jego matką była Gizella Hadar, miał także siostrę Márię. Jego żoną była Zsuzsa, miał także dwie córki bliźniaczki Petrę i Rékę. Do swoich przyjaciół Bódi zaliczał Jánosa Bródyego, Tamása Cseha i Zsuzsę Koncz. Cenił poezję László Nagya, natomiast znaczny wpływ na tematykę jego utworów wywarła twórczość Bohumila Hrabala.
Bódi przyznał w wywiadzie, że jego ulubioną wokalistką jest Zsuzsa Koncz, lubił słuchać także Illés, Johna Lennona i The Beatles. Interesował się architekturą.

## Nagrody i odznaczenia
- Krzyż Oficerski Orderu Zasługi Republiki Węgierskiej (2010)
- Artisjus-díj – za całokształt twórczości w kategorii Autor tekstów (2013, pośmiertnie)
- Fonogram (2013, pośmiertnie)

## Dyskografia

### Republic
- Indul a mandula!!! (1990, studyjny)
- Hoppá, Hoppá!!! (1991, studyjny)
- Én vagyok a világ (1992, studyjny)
- Hahó Öcsi!!! (1993, studyjny)
- Disco (1994, studyjny)
- Tüzet viszek (1995, studyjny)
- A Cipő és a Lány – Amsterdam (1995, studyjny z Renátą Rajcs)
- Október 67 (1995, koncertowy)
- Igen (1996, studyjny)
- Zászlók a szélben (1997, studyjny)
- A rózsa vére (1998, soundtrack)
- Üzenet (1998, studyjny)
- Boldogság.hu (1999, studyjny)
- Az évtized dalai – Szerelmes dalok (1999, kompilacja)
- Az évtized dalai – Népi zenei dalok (1999, kompilacja)
- Az évtized dalai – Közérzeti dalok (1999, kompilacja)
- Só és cukor (2000, studyjny)
- Levélváltás (2000, studyjny z Tamásem Csehem)
- Aranyalbum 1990-2000 (2000, kompilacja)
- A reklám után (2001, studyjny)
- Mennyi még, Béla? (2002, studyjny)
- Aki hallja, adja át!!! (2003, studyjny)
- Törmelék (2003, kompilacja)
- Mohikán (2004, studyjny)
- 1 Magyarország 1 Mennyország (2005, studyjny)
- Kenyér vagy igazság (2006, studyjny)
- Győri Kex (2006, koncertowy)
- Fényes utakon (2007, studyjny)
- Tiszta udvar, rendes ház (2008, studyjny)
- Aranyalbum 2. 2000-2010 (2009, kompilacja)
- Köztársaság (2010, studyjny)
- 20 éves ünnepi koncert (2010, koncertowy)
- Miért, maga bohóc? (2011, studyjny)
- Bólints Tibi! (2012, studyjny)